# ماکارنا سانتلیس

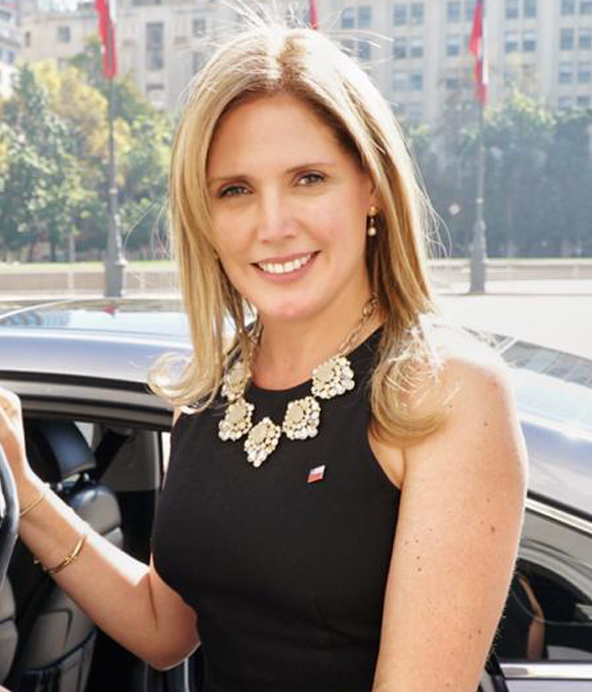

ماکارنا سانتلیس ریدز (وینا دل مار، منطقه والپارایسو، ۱۵ اوت ۱۹۷۷) روزنامه‌نگار، مجری تلویزیونی و سیاستمدار شیلیایی، عضو اتحادیه دموکراتیک مستقل (UDI) است. او وزیر زنان و برابری جنسیتی در دولت دوم سباستین پینیرا، بین ۶ مه و ۹ ژوئن ۲۰۲۰ بود او پیش از این به عنوان شهردار اولموئه (۲۰۱۲–۲۰۱۹) و عضو شورای همان کمون (۲۰۰۸–۲۰۱۲) خدمت کرده‌است. دختر لوئیس سانتلیس باررا - که بین سال‌های ۱۹۸۶ و ۱۹۸۹ شهردار کمون لس آند بود و توسط دیکتاتوری نظامی شیلی منصوب شد. او خواهرزاده آگوستو پینوشه است.